# Heybridge Basin
 (avril 2023).
Heybridge Basin est un village et une paroisse civile de l'Essex, en Angleterre.